# Gasztronómia
Mondd meg, mit eszel, s megmondom, ki vagy.

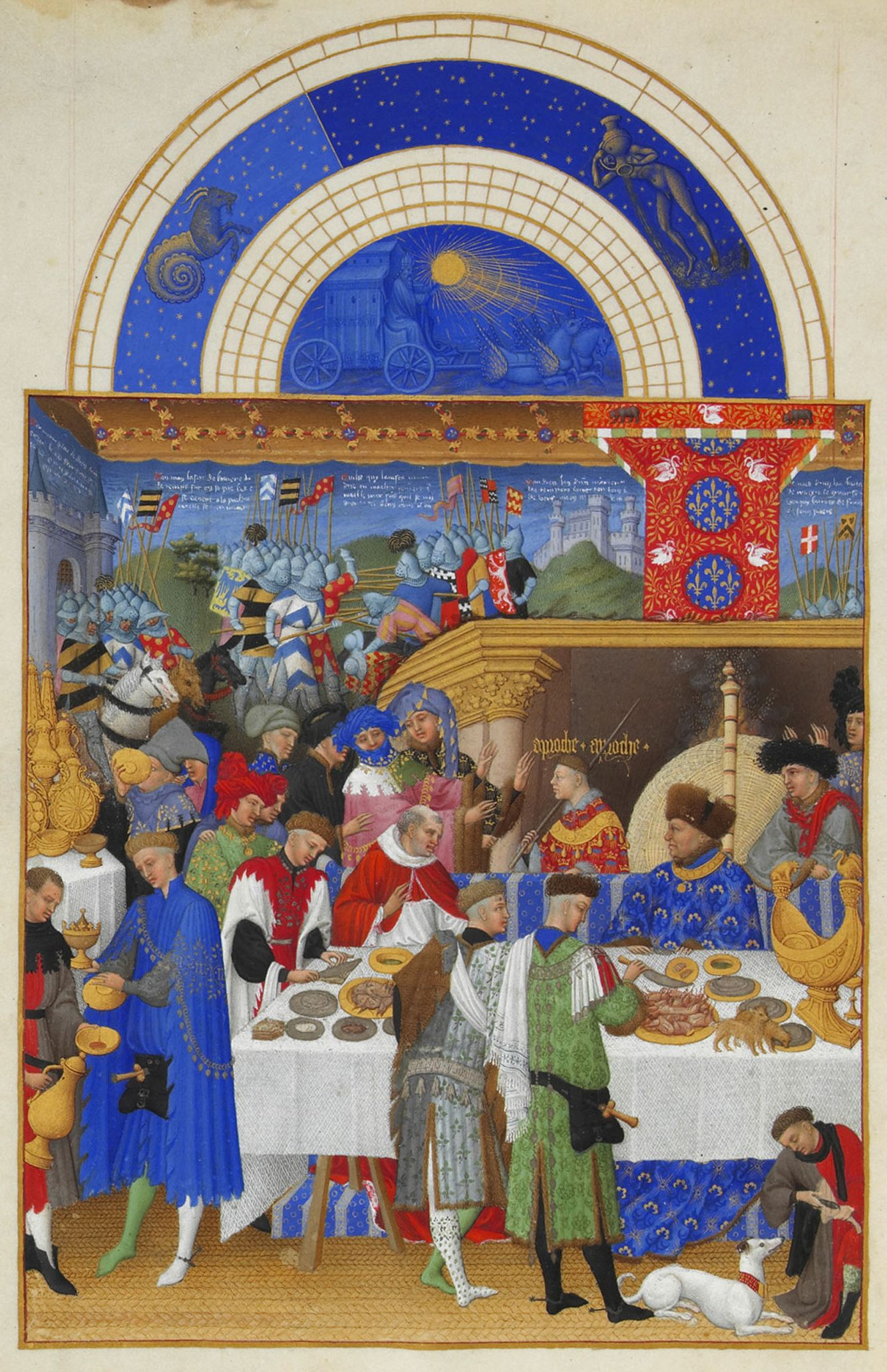
Főúri lakoma a középkorban, Les Très Riches Heures du Duc de Berry

A gasztronómia a kultúra és az étel közötti összefüggés tudománya vagy művészete, de sokan vallják azt is, hogy a „kettő együtt”. Hozzátartozik a terítés, a felszolgálás művészete, az étkezés kultúrája és minden más, ami az étkezéshez kapcsolható. Jean Anthelme Brillat-Savarin szerint "A gasztronómia mindannak intelligens ismerete, ami összefügg a táplálkozással".

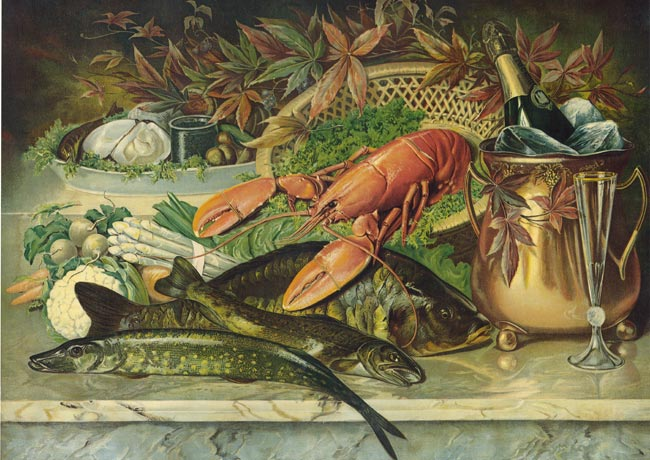
19. századi litográfia: Hommage an Lukullus

## Tárgya

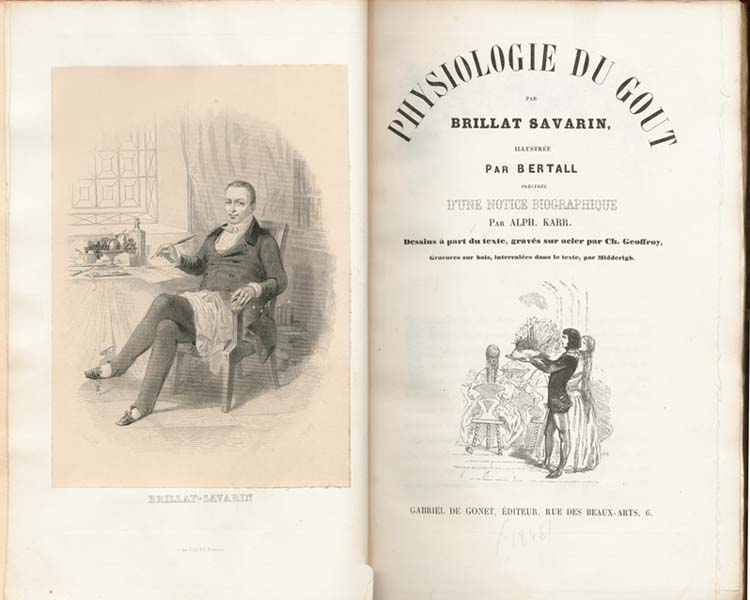
Brillat-Savarin La Physiologie du Goût (Az ízlés fiziológiája) című híres művének címlapja, a szerző portréjával (1848)

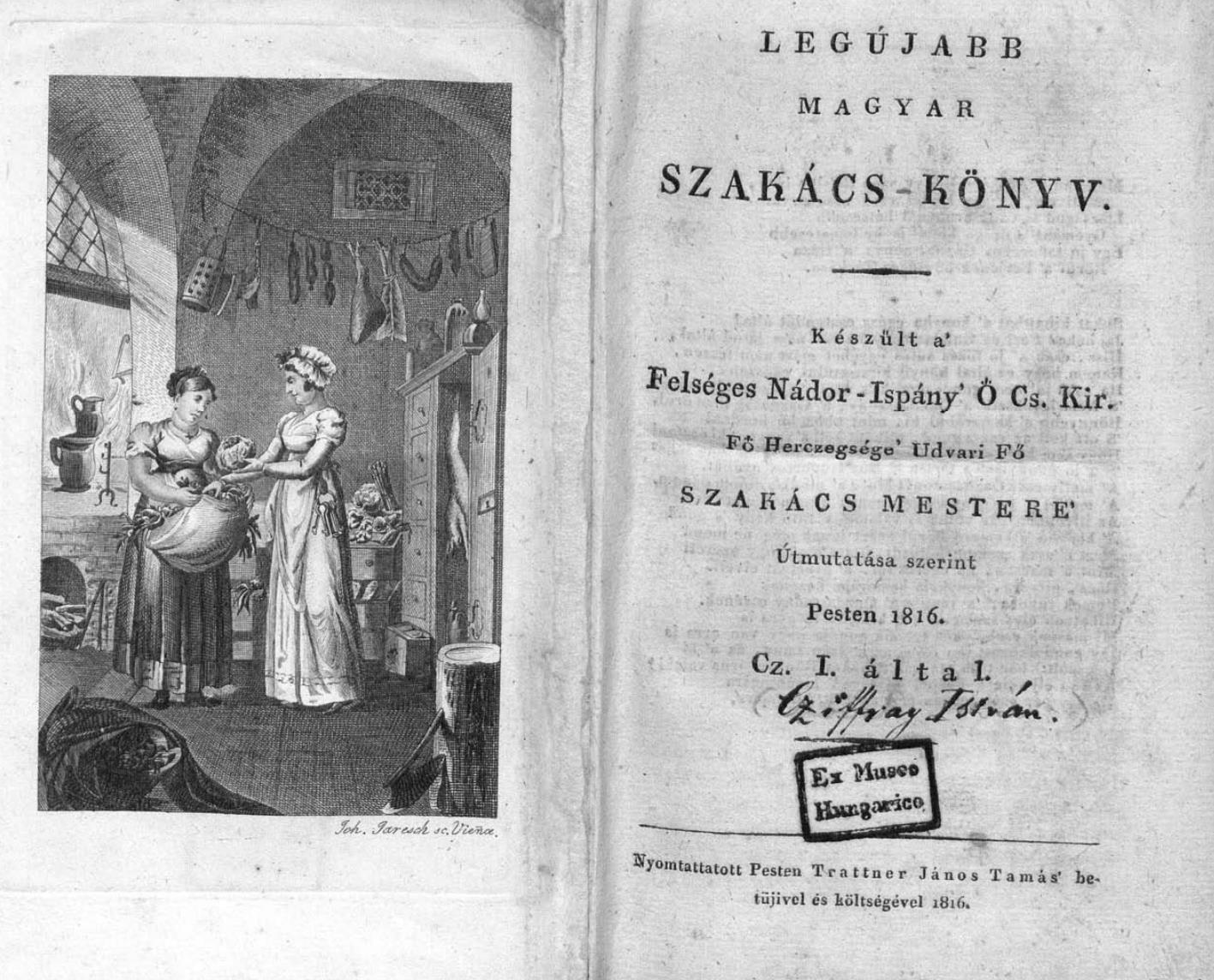
Czifray István szakácskönyve 1816-ból

A gasztronómia kifejezés nem csupán a főzés tudományával kapcsolatos. A gasztronómia a kultúra számos összetevőjét tanulmányozza, az ételből kiindulva. Így csatlakozik egymáshoz a képzőművészet, a társadalomtudomány, a természettudomány és még a műszaki tudományok is az emberi lény étkezési rendszere körül.

## A szó eredete

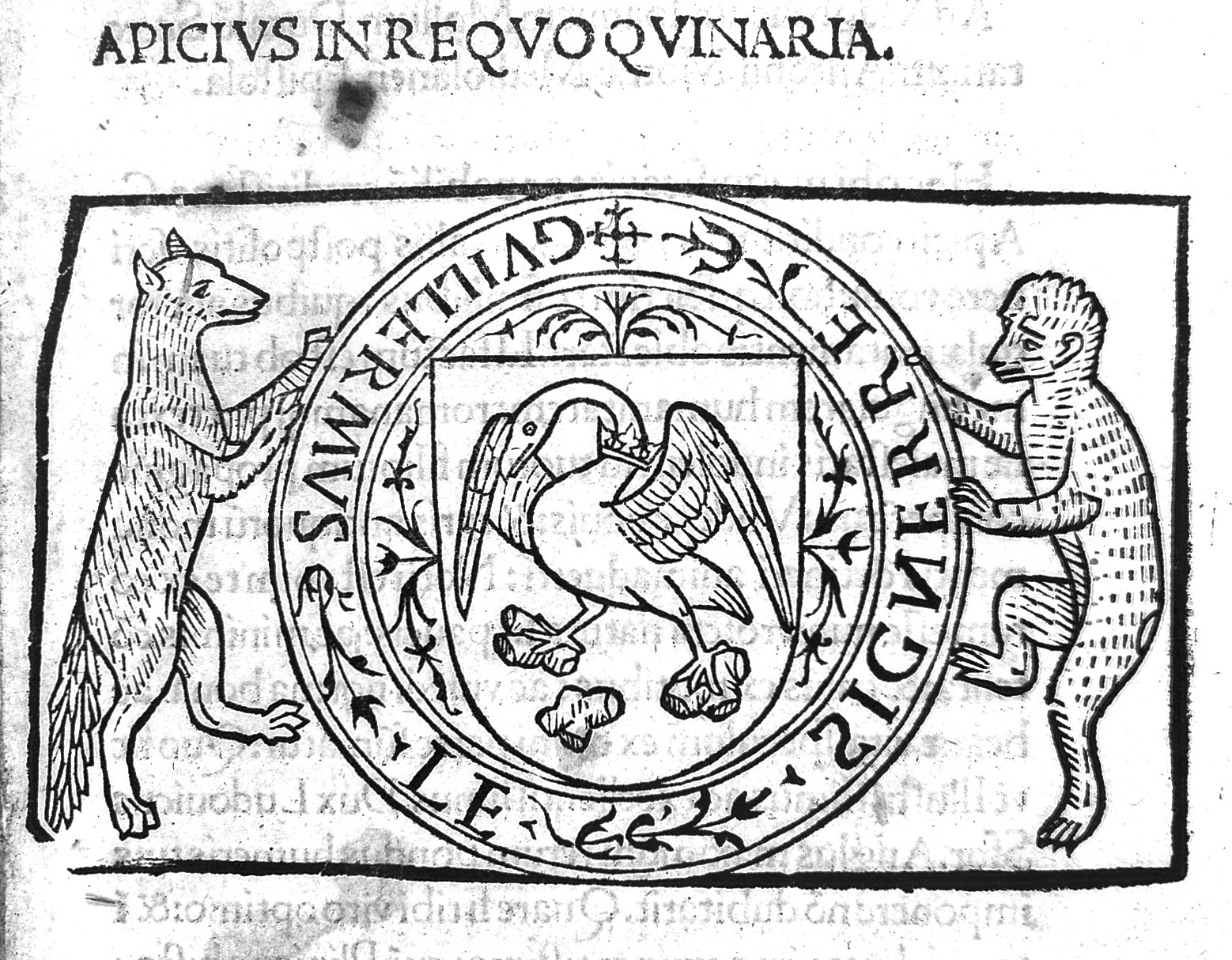
Apicius 1498-ban kinyomtatott szakácskönyve

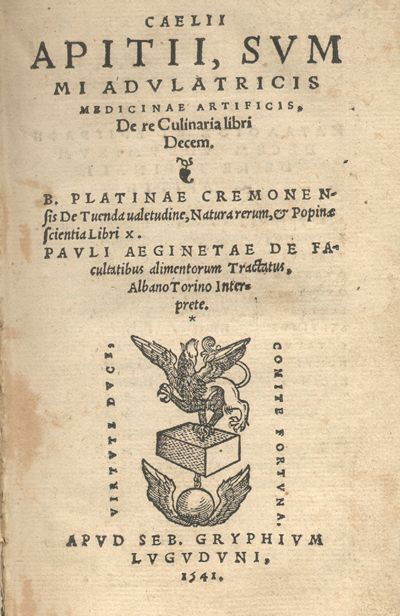
Egy 1541-es példány fedőlapja

A szó gyökere a görög „gaszter” vagy „gasztrosz”, ami gyomrot jelent és „gnomosz”, tudás vagy törvény. Együttesen tehát, az ételek és az italok kifinomult és szakértő ismeretét jelenti. Tágabb értelmezésben az étkezés kultúráját, a magas szintű szakácsmesterséget, ínyencmesterséget foglalja magába.

## Története az őskortól napjainkig
Az étkezés története egyidős az emberiséggel, hiszen táplálék nélkül nem tudnánk létezni. Az őskori ember tapasztalati úton szerezte meg ismereteit a természetben és a szükség kényszerítette arra, hogy minél több újdonságot fedezzen fel. A bogyók, termések, magok vagy a csigák, rovarok, elhullott állatok összeszedését a céltudatos vadászat követte. A gyűjtögető, halászó, vadászó életmód és a tűz leigázása során egyre bővült azoknak a táplálékoknak a sora, amelyek segítettek életben és egészségben tartani. Az első tűzön sült ételek az elejtett vadak húsából készültek és feldolgozottsági fokuk nagyon csekély volt. A sütéshez eleinte kődarabokat használtak, amelyeket a tűzön felforrósítottak, vagy nyársra húzva sütötték meg az elejtett zsákmányt, húst, halat. A főzés csak később jelent meg és eleinte még nem használtak a mai értelemben használt edényeket hozzá, hanem a sziklák, kövek közötti mélyedések, üregek szolgáltak erre a célra.
Az agyag felfedezése és az agyagedények készítése mérföldkő volt a főzés területén és hamarosan egyre jobban kialakultak a maihoz hasonlatos főző alkalmatosságok. A vízben való főzés során elkezdődött az ételek ízesítése is, amelynek során már kezdetleges fűszereket is használtak, mint aromás növényeket, gyökereket, fák kérgét, magvakat, hamut vagy édesítőnek a fák édes nedveit, mint a jávorfa szirupos nedvét, a vadméhek mézét, később a sót. Ezek a fűszerek nemcsak ízesítették az ételeket, hanem tartósították is azokat.

## Nemzetek ételei
Számos nemzet, népcsoport sajátos gasztronómiai hagyományokkal rendelkezik. Ezeket "konyha" néven szokták emlegetni, pl. francia konyha, magyar konyha. 

### Zsidó gasztronómia
A kóser hagyományok miatt nincs a világon még egy olyan szertartásos, szigorú előírásokhoz kötött konyha, mint a zsidóké.
És szólt az Örökkévaló Mózeshez; mondván: Szólj Izrael fiaihoz, mondván: Ne egyétek a zsírját se ökörnek, se juhnak, se kecskének. Elhullott állatnak zsírja és széttépett állatnak zsírja földolgozható bármilyen munkára, de semmi esetre se egyetek belőle. Mert bárki eszik oly barom zsírjából, amelyből tűzáldozatot áldoznak az Örökkévalónak, az a személy, aki eszi, irtassék ki népe közül. Semmi vért ne egyetek a ti lakhelyeiteken, sem madárét, sem baromét. Az a személy, aki vért eszik, irtassék ki népe közül.

## Kapcsolódó irodalom
- Montanari, Massimo: Éhség és bőség. A táplálkozás európai kultúrtörténete (ford. Kövendy Katalin), Atlantisz Könyvkiadó, Budapest, 1999 (Európa születése), ISBN 963797881x